# Francisco Javier Solano León
Francisco Javier Solano León, más conocido como Francisco Solano o Paco Solano (26 de agosto de 1991 en Córdoba), es un jugador español de fútbol sala, que juega como pívot en el Viña Albali Valdepeñas de Primera División. Es también internacional con la selección española.

## Biografía
Inició su carrera en la cantera del Bujalance F. S., el que es el segundo mejor equipo de la Provincia de Córdoba.
Hizo su debut con el primer equipo en la temporada 2009/10 donde jugó muchos partidos y se caracterizó por su potente disparo y fuerza. A  la siguiente temporada, ficha por el Lanzarote Tías Yaiza de la División de Plata. Su gran temporada, salvando al equipo del descenso hizo que el Jaén Fútbol Sala con proyecto de ascenso, se fijase en él. En el equipo jiennense permaneció dos temporadas, en esta última logró el ascenso. La temporada 2013/14 debuta en Primera División con el Peñíscola Fútbol Sala. A la temporada siguiente vuelve al Jaén con el que logra la Copa de España, siendo fundamental para su conquista. Actualmente juega en Movistar Inter.
El 30 de diciembre de 2019 es presentado como jugador del Jimbee Cartagena de Primera División que firma hasta junio de 2022, el cordobés abandona las filas del Inter tras haber disputado 12 partidos en la primera vuelta de la Liga, en los que logró tres tantos.

## Selección nacional
En la convocatoria de abril de 2017 con motivo del pre-Europeo fue convocado. Debutaría ante Serbia, partido en el que consiguió anotar su primer gol. Además jugó otro partido ante Polonia.

### Clasificatorias a Eurocopas
| Edición                       | Sede        | Resultado   | Partidos | Goles | Asistencias |
| ----------------------------- | ----------- | ----------- | -------- | ----- | ----------- |
| Clasificatoria Eslovenia 2018 | Países UEFA | Clasificado | 2        | 1     | 0           |

### Participaciones en Eurocopas
| Edición       | Sede      | Resultado  | Partidos | Goles | Asistencias |
| ------------- | --------- | ---------- | -------- | ----- | ----------- |
| Eurocopa 2018 | Eslovenia | Subcampeón | 5        | 1     |             |

## Trayectoria
| Club                   | País   | Año               |
| ---------------------- | ------ | ----------------- |
| Bujalance Fútbol Sala  | España | 2009 - 2010       |
| Lanzarote Tías Yaiza   | España | 2010 - 2011       |
| Jaén Fútbol Sala       | España | 2011 - 2013       |
| Peñíscola Fútbol Sala  | España | 2013 - 2014       |
| Jaén Fútbol Sala       | España | 2014 - 2017       |
| Inter Fútbol Sala      | España | 2017 - 2019       |
| Jimbee Cartagena       | España | 2020 - 2022       |
| Viña Albali Valdepeñas | España | 2022 - Actualidad |

## Palmarés

### Torneos nacionales
- Primera División de España (1):  2017-18.
- Copa de España (1):  2015.
- Supercopa de España (1):  2017.
- Subcampeón de Supercopa de España (1): 2015.

### Torneos internacionales
- UEFA Futsal Champions League (1):  2017-18.
- Subcampeón de Eurocopa (1): 2018.

### Torneos regionales
- Subcampeón de Copa de Andalucía (1): 2009.
- Copa Diputación de Jaén (1):  2015.

### Logros
- Ascenso a Primera División (1): 2012/13.